# Kurt Westergaard
Kurt Westergaard, född 13 juli 1935 i Døstrup i Mariagerfjord kommun i dåvarande Nordjyllands amt, död 14 juli 2021 i Köpenhamn, var en dansk karikatyrtecknare för Jyllands-Posten. Han är särskilt känd för att ha tecknat en av de tolv Muhammedteckningarna som Jyllands-Posten publicerade hösten 2005, vilken föreställer Muhammed med en bomb i sin turban. Muhammedteckningarna var avsedda som en protest mot den självcensur som ej namngivna serietecknare uppvisade då de vägrat att rita bilder av profeten Muhammed till en barnbok om Islam. Jyllands-Postens publicering ledde till en rad mordhot mot Westergaard och han förlorade permanent sin personliga rörelsefrihet och tvingades framgent leva med livvakter från danska säkerhetspolisen PET. Det framkom senare att det utfärdats en belöning på många miljoner för att mörda  Westergaard.
År 2010 mottog Westergaard priset M100 Potsdam(de).
I 75-årsålden slutade Westergaard på Jyllands-Posten.
Kurt Westergaard dog den 14 juli 2021, efter en tids sjukdom.

## Mordförsök
- Den 12 februari 2008 gick den danska säkerhetspolisen PET ut med att de hade gripit två tunisier och en dansk med marockansk bakgrund för att ha planlagt ett mord på Westergaard.
- Den 1 januari 2010 tog sig en man beväpnad med yxa och kniv in hos Kurt Westergaard. Polisen sköt angriparen i armen och benet. [12]. Mannen, som har somaliskt ursprung och anknytning till den islamistiska terrororganisationen Al-Shabaab,[13] dömdes år 2012 av högsta domstolen till tio års fängelse för terrorism samt livstids utvisning.[14]
- I juni 2010 greps två män i Nordafrika för planer på att angripa Kurt Westergaard.[15]
- Den 17 september 2011 greps en man i 30-årsåldern (känd av polis sedan tidigare) i Norge för att ha planerat ett attentat mot Kurt Westergaard.